# Matt Smith (futbolista)
Mathieu James Smith (Birmingham, Inglaterra, 7 de junio de 1989) es un exfutbolista inglés que jugaba como delantero.

## Trayectoria
Smith pasó un año como aprendiz en el Cheltenham Town, antes de ser liberado a la edad de 18 años. Hizo su debut en New Mills en octubre de 2008. Luego pasó a jugar un papel crucial en la increíble racha de 21 victorias en la carrera del club, y anotó 13 goles en esa temporada, incluyendo un hattrick contra Alsager Town en abril de 2009.
A su regreso a Inglaterra, Smith, firmó para Redditch United de la Conference North para la temporada 2010-11. 
Smith se unió al Oldham Athletic en mayo del 2011 después de la finalización de sus estudios universitarios, la firma se realizó con un contrato por dos años. Smith hizo su debut en la primera jornada de la temporada 2011-12, contra el Sheffield United. Marcó su primer gol en el Oldham el 16 de agosto, en donde ganó el partido contra el Scunthorpe.
El 10 de junio de 2013, Smith aceptó un contrato de dos años con el club de la Football League Championship, Leeds United después de rechazar un nuevo contrato con el Oldham Athletic. Smith hizo su debut en el Leeds United entrando como suplente en el primer partido de la temporada contra el Brighton & Hove Albion el 3 de agosto, en donde dio una asistencia en el minuto 94 a Luke Murphy para lograr la victoria por 2-1.
Smith convirtió su primer gol con el Leeds el 27 de agosto de 2013 en la Copa de la Liga en donde el Leeds ganó 3-1 al Doncaster Rovers.

## Clubes
| Club                               | País       | Año       |
| ---------------------------------- | ---------- | --------- |
| New Mills A. F. C.                 | Inglaterra | 2007-2010 |
| Redditch United F. C.              | Inglaterra | 2010-2011 |
| Littleton F. C. (préstamo)         | Inglaterra | 2010      |
| Droylsden F. C. (préstamo)         | Inglaterra | 2010      |
| Solihull Moors F. C.               | Inglaterra | 2011      |
| Oldham Athletic A. F. C.           | Inglaterra | 2011-2013 |
| Macclesfield Town F. C. (préstamo) | Inglaterra | 2012      |
| Leeds United F. C.                 | Inglaterra | 2013-2014 |
| Fulham F. C.                       | Inglaterra | 2014-2017 |
| Bristol City F. C. (préstamo)      | Inglaterra | 2014-2015 |
| Queens Park Rangers F. C.          | Inglaterra | 2017-2019 |
| Millwall F. C.                     | Inglaterra | 2019-2022 |
| Salford City F. C.                 | Inglaterra | 2022-2024 |